# Ute (volk)
De Ute zijn een inheems volk in de Verenigde Staten en worden gerekend tot de inheemse volken van het Grote Bekken. Van oorsprong leefden de Ute in de omgeving van Utah en Colorado. De naam van de deelstaat Utah is afgeleid van het Ute-volk. Hun economie was eeuwenlang gebaseerd op de jacht, visvangst en voedselverzameling. Naast hun thuisregio's in Colorado en Utah, jaagden de Uta ook in gebieden tot in Wyoming, Oklahoma en New Mexico. Ze hadden heilige plaatsen die buiten hun eigen streek lagen, maar die ze wel enkele keren per jaar bezochten (seizoenaal). De Ute kenden specifieke spirituele en ceremoniële gebruiken.

## Geschiedenis
Er waren twaalf historische groepen Ute. Hun cultuur werd uiteraard beïnvloed door naburige indianenstammen. De Ute leefden gewoonlijk in familieverband maar kwamen als groep tezamen voor ceremonies en handel. De Ute handelden ook met andere stammen zoals de Puebloindianen. Bij de eerste contacten met de Euro-Amerikanen, zoals de Spanjaarden, begonnen ze ook met hen te handelen. Nadat ze rond 1730 via Spanjaarden paarden hadden verkregen, veranderde de levensstijl van de Ute drastisch. Men werd plots veel mobieler en men kon anders gaan jagen, maar ook de organisatie binnen de stam werd beïnvloed. Voordien waren de Ute voornamelijk defensief georiënteerd op militair vlak, maar dankzij de paarden werden de Ute goede paardrijders en krijgers die andere indianenstammen gingen overvallen. Het aanzien binnen de stam werd nu gebaseerd op het aantal paarden dat men had en hoe goed men kon paardrijden.
Vanaf het midden van de negentiende eeuw werden de Ute gaandeweg verdreven van hun oorspronkelijke thuisregio's door goudzoekers en kolonisten. De Ute sloten enkele verdragen om nog enig land te kunnen behouden en werden uiteindelijk "verplaatst" naar reservaten. Enkele belangrijke conflicten tijdens deze periode waren de Walker War (1853), de Black Hawk War (1865–1872) en het Meeker Massacre dat aanleiding gaf tot de White River War (Battle of Milk Creek).
Vandaag leven de Ute voornamelijk in Utah en Colorado, binnen de grenzen van drie indianenreservaten voor de Ute-stammen: Uintah-Ouray in het noordoosten van Utah (3500 mensen), Southern Ute in Colorado (1500 mensen) en Ute Mountain in Colorado en delen van Utah en New Mexico (2000 mensen). Er wordt verondersteld dat het gros van de Ute in een van deze reservaten woont.